# Alexandra (Afrique du Sud)
Pour les articles homonymes, voir Alexandra.
Alexandra est un township de la banlieue de Johannesburg situé dans la province du Gauteng en Afrique du Sud. Alexandra ou Alex est située près du quartier d’affaires de Sandton et est délimitée par Wynberg à l'ouest, Marlboro et Kelvin au nord, Kew, Lombardy West et Lombardy East au sud. 
Alexandra est l'une des zones urbaines les plus pauvres du pays.

## Historique

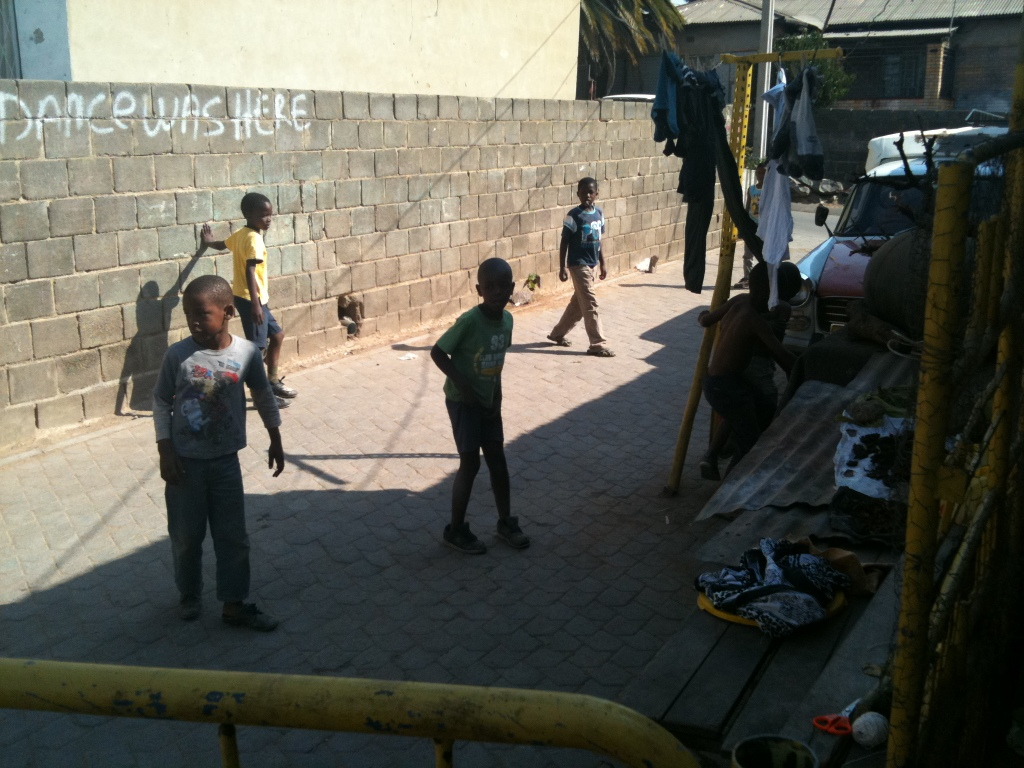
Enfants jouant dans une rue du township (2010).

Alexandra est créé en 1912, sur un terrain appartenant à l'origine à un agriculteur et baptisé en l'honneur de son épouse, Alexandra Papenfus. 
Au départ, il est prévu qu'Alexandra accueille une population Blanche mais le terrain est à l'époque trop excentré et éloigné de Johannesburg, le principal lieu de travail et de vie de cette partie du Witwatersrand. Faute d'acheteurs blancs, il vend alors des parcelles de son terrain à des Noirs après avoir fait qualifier Alexandra en cantonnement indigène. Grâce à cette qualification validée avant le vote en 1913 du Natives Land Act, Alexandra devient l'une des rares zones urbaines du pays où les Noirs peuvent acquérir et posséder des terres. 
En 1916, la population d'Alexandra dépasse déjà le nombre de 30 000 résidents et un comité de gestion est formé pour gérer le township. Cependant, la municipalité de Johannesburg ayant refusé d'intégrer Alexandra dans son périmètre, le township manque de ressources financières puisque le comité de gestion ne peut percevoir les impôts locaux. Jusqu’aux années 1950, Alexandra est autonome sans subir de contrôle direct d'une autorité blanche. Lorsque le parti national arrive au pouvoir en 1948 et commence à mettre en œuvre sa politique d'apartheid, Alexandra est alors placée sous le contrôle direct du ministère des Affaires indigènes. Ses tentatives pour raser le township ou pour le transformer en cité-dortoir pour les travailleurs célibataires sont un échec.

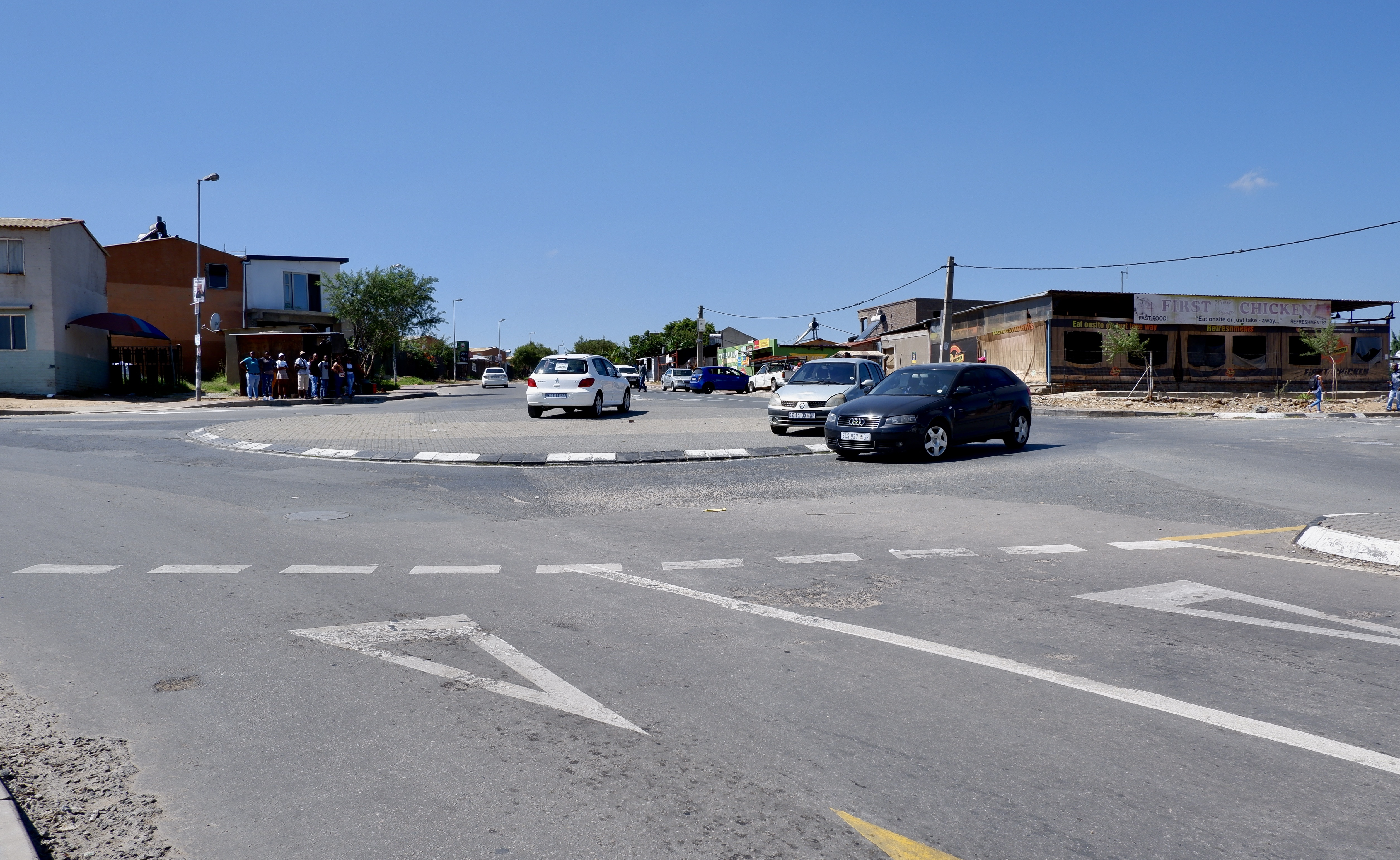
Rond-point à Alexandra (2020).

Le township est le théâtre de manifestations durant les émeutes de Soweto en 1976. 
En 1982, Alexandra reçoit le statut officiel de quartier résidentiel et un comité de liaison, composé de conseillers municipaux, est mis en place pour diriger le township. Un plan directeur prévoit de transformer Alexandra en "ville jardin" mais l'exécution du plan est stoppé par les émeutes de février 1986. Plusieurs conseillers municipaux, qualifiés de collaborateurs de l'apartheid et de traitres, démissionnent ou sont assassinés, ce qui amène le gouvernement à imposer l'état d'urgence et à reprendre en main la direction du township. Durant le début des années 1990, Alexandra est encore le théâtre de conflits communautaires et politiques. De nombreuses personnes sont tuées, blessées ou déplacées. La situation s'est calmée après les premières élections nationales au suffrage universel en 1994.  

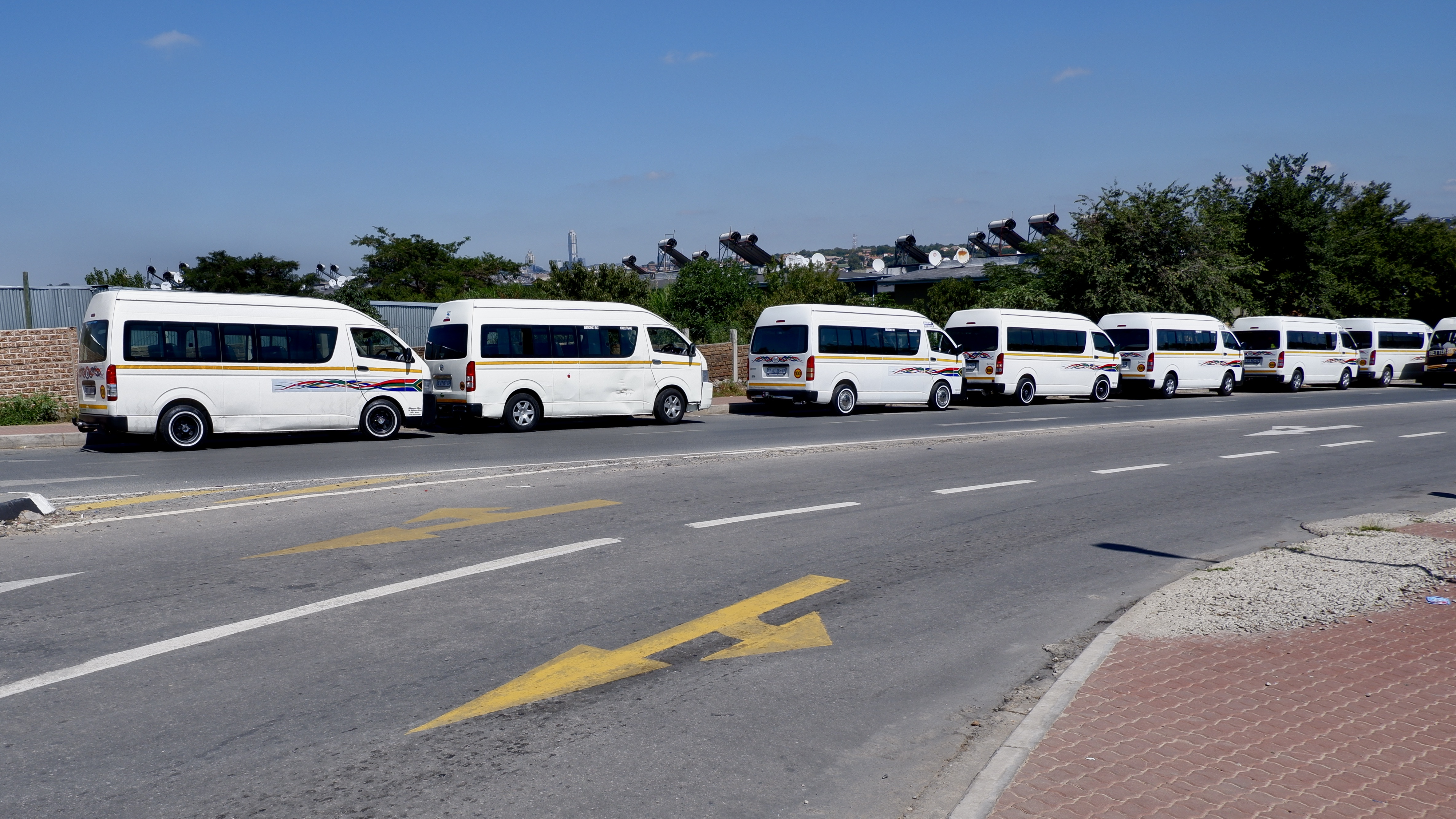
Rangée de taxis (2020).

En 2001, l’État lance à Alexandra un vaste plan de rénovation urbaine, construisant des milliers de logements, aménageant les rues et un parc. 
Aujourd’hui, Alexandra, situé à 12 km au nord du centre-ville de Johannesburg et à deux minutes de Sandton (l’endroit réputé le plus riche d’Afrique), compte environ 179 624 habitants répartis sur 6,91 km2 de terrain ponctué de maisonnettes et de quelques bidonvilles. Resté un îlot de pauvreté dans une banlieue plutôt aisée, Alexandra est géré par la municipalité de Johannesburg.

## Odonymie
| Noms d'origine       | Noms de rues modifiés au XXIe siècle |
| -------------------- | ------------------------------------ |
| Hofmeyr Street       | Richard Baloyi Street                |
| London Road          | Vincent Tshabalala Road              |
| Roosevelt Street     | Alfred Nzo Street                    |
| Rooth Street         | Josias Madzunya Street               |
| Selborne Street      | Reverend Sam Buti Street             |
| Vasco da Gama Street | Florence Moposho Street              |

## Personnalités locales
- Nelson Mandela a résidé à Alexandra dans les années 1940.